# Saison 2 de Secrets d'histoire
La deuxième saison de Secrets d'histoire est une émission de télévision historique présentée par Stéphane Bern.
Elle est diffusée du 27 janvier au 31 août 2008 sur France 2.

## Principe de l’émission
Chaque numéro retrace la vie d'un grand personnage de l'Histoire et met en lumière des lieux hautement emblématiques du patrimoine.
Les émissions sont constituées de différents reportages intégrants des longs métrage, des images d'archives ou encore des gravures.
Entre chaque reportage, Stéphane Bern s'entretient avec différents spécialistes (historiens, écrivains, chercheurs etc…) au cours de débats en plateaux tournés au sein de la bibliothèque royale de Versailles.

## Liste des épisodes inédits

### Nostradamus: prophète ou imposteur?

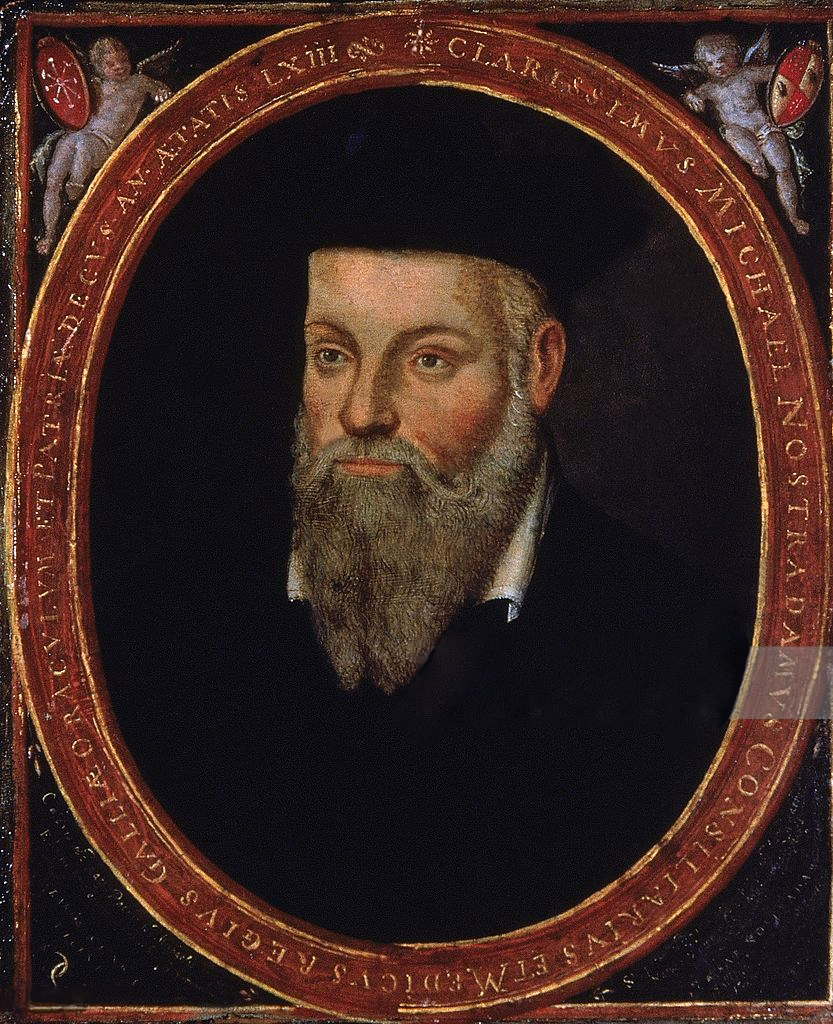
Portrait de Nostradamus (vers 1614) par César de Nostredame.

#### Description
Ce numéro se penche sur le destin de Nostradamus, apothicaire et auteur français du XVIe siècle.
L’émission revient sur ses « Prophéties », son exclusion de la faculté de médecine de Montpellier ainsi que sur les innombrables études dont il a fait l’objet,.

#### Première diffusion
- France : 27 janvier 2008

#### Liste des principaux intervenants
- Denis Crouzet - historien, spécialiste des guerres de religion.
- Jean Ceard - historien, spécialiste de la Rennaissance
- Isabelle Heullant-Donat - historienne
- Clémentine Portier-Kaltenbach - journaliste et chroniqueuse d’histoire
- Hervé Drévillon - professeur d'histoire à l'Université de Poitiers
- Bernard Chevignard - professeur de littérature à l'Université de Bourgogne.
- Pierre Lagrange - sociologue, spécialiste des para sciences
- Daniel Kunth - astrophysicien au CNRS.
- André Brahic - astrophysicien au CEA.
- Jean-Charles de Fontbrune - écrivain et biographe
- Roger Prevost - écrivain et biographe
- Bernard Werber - écrivain et réalisateur
- Patrice Josset - docteur en médecine[3],[4]

### Judas a-t-il trahi Jésus?

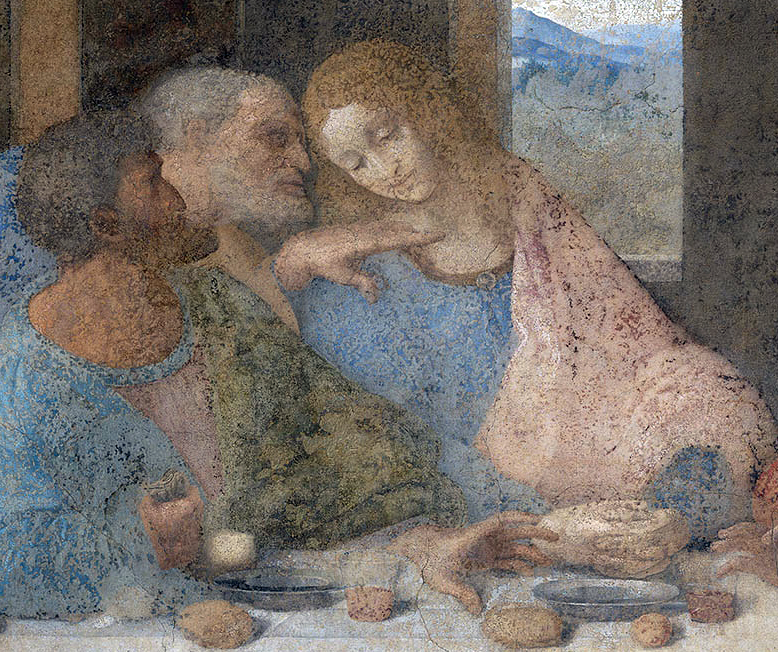
Judas tenant la bourse des 30 deniers.
La Cène de Leonard de Vinci.

#### Description
Ce numéro se penche sur la relation entre Jésus de Nazareth et Judas Iscariote, l’un de ses douze apôtres.
Même si tous les textes concordent, certains spécialistes s'interrogent sur les raisons qui ont poussé Judas à trahir Jésus et à la vendre aux grands prêtres de Jérusalem. Les spécialistes présents en plateau s’interrogent en particulier sur l’image de cupidité donnée à Judas, et sur une possible rivalité qui aurait pu l’opposer à Jésus,.

#### Première diffusion
- France : 17 février 2008

#### Liste des principaux intervenants
- Hubert Prolongeau - journaliste et écrivain
- Jacques Duquesne - journaliste et écrivain
- Frédéric Lenoir - directeur de la rédaction du monde des Religions
- Mireille Hadas-Lebel - historienne
- Armand Abécassis - philosophe
- Père Henri de Villefranche - prètre et bibliste
- Pierre-Emmanuel Dauzat - essayiste
- Gérald Messadié - romancier
- Éric-Emmanuel Schmitt - écrivain et metteur en scène
- Madeleine Scopello - historienne
- Agnès Berenger - historienne, maître de conférence d'Histoire romaine à la Sorbonne
- Père Hervé Giraud - prêtre à l'église Saint Eustache à Paris
- Gilbert Sinoué - écrivain
- Raphaël Draï - professeur agrégé à la Faculté de droit et de science politique d'Aix Marseille.
- Odon Vallet - historien des religions
- Isabelle Heullant-Donat - historienne
- Clémentine Portier-Kaltenbach - journaliste et chroniqueuse d’histoire
- Philippe Charlier - médecin légiste et paléopathologiste[7],[8]

### Mata Hari: espionne ou femme fatale?

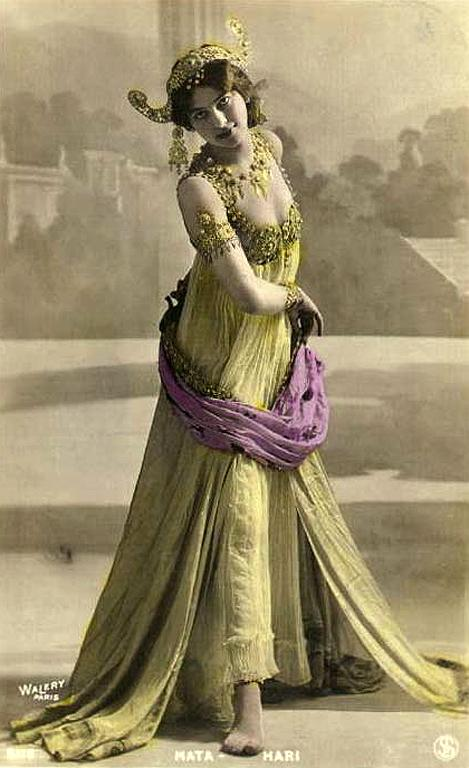
Mata Hari en danseuse javanaise en 1906.

#### Description
Ce numéro revient sur le destin de Margaretha Geertruida Zelle, connue sous le nom de « Mata Hari », célèbre danseuse et courtisane néerlandaise, fusillée pour espionnage pendant la Première Guerre mondiale,.
L’émission revient sur les grandes étapes de son parcours : sa carrière dans la galanterie à Paris au début du XXe siècle, son constant besoin d'argent, ses relations amoureuses qui la conduisent à jouer un jeu dangereux entre les services secrets français et allemands, son arrestation et enfin son exécution le 15 octobre 1917,.
Le documentaire s’interroge enfin sur les raisons qui ont poussé les services d’espionnage européens à s’intéresser à Mata Hari et sur la réalité des accusations de trahison dont elle a fait l’objet,.

#### Première diffusion
- France : 24 février 2008

#### Liste des principaux intervenants
- Jean-Pierre Turbergue - écrivain et biographe
- Christophe Prochasson - historien
- Anne Bragance - femme de lettres et biographe
- Frédéric Guelton - colonel du Service Historique de la Défense
- Evert Kramer - conservateur au Fries Museum
- Giovanni Lista - directeur de recherche au CNRS
- Guy Ducrey - professeur de littérature comparée à l'université de Strasbourg
- Catherine Rihoit - écrivaine et journaliste
- Annie Deperchin - historienne au centre d'histoire judiciaire de Lille
- Yves Bonnet - ancien chef du contre-espionnage français
- Gérald Arboit - historien et chercheur au Centre Français de recherche sur le renseignement
- Philippe Collas  - écrivain et biographe
- Fabrice d'Almeida - historien et directeur de l'Institut d'histoire du temps présent
- Isabelle Heullant-Donat - historienne
- Clémentine Portier-Kaltenbach - journaliste et chroniqueuse d’histoire
- Philippe Charlier - médecin légiste et paléopathologiste[11],[12]

### Qui se cachait derrière l'homme au masque de fer?

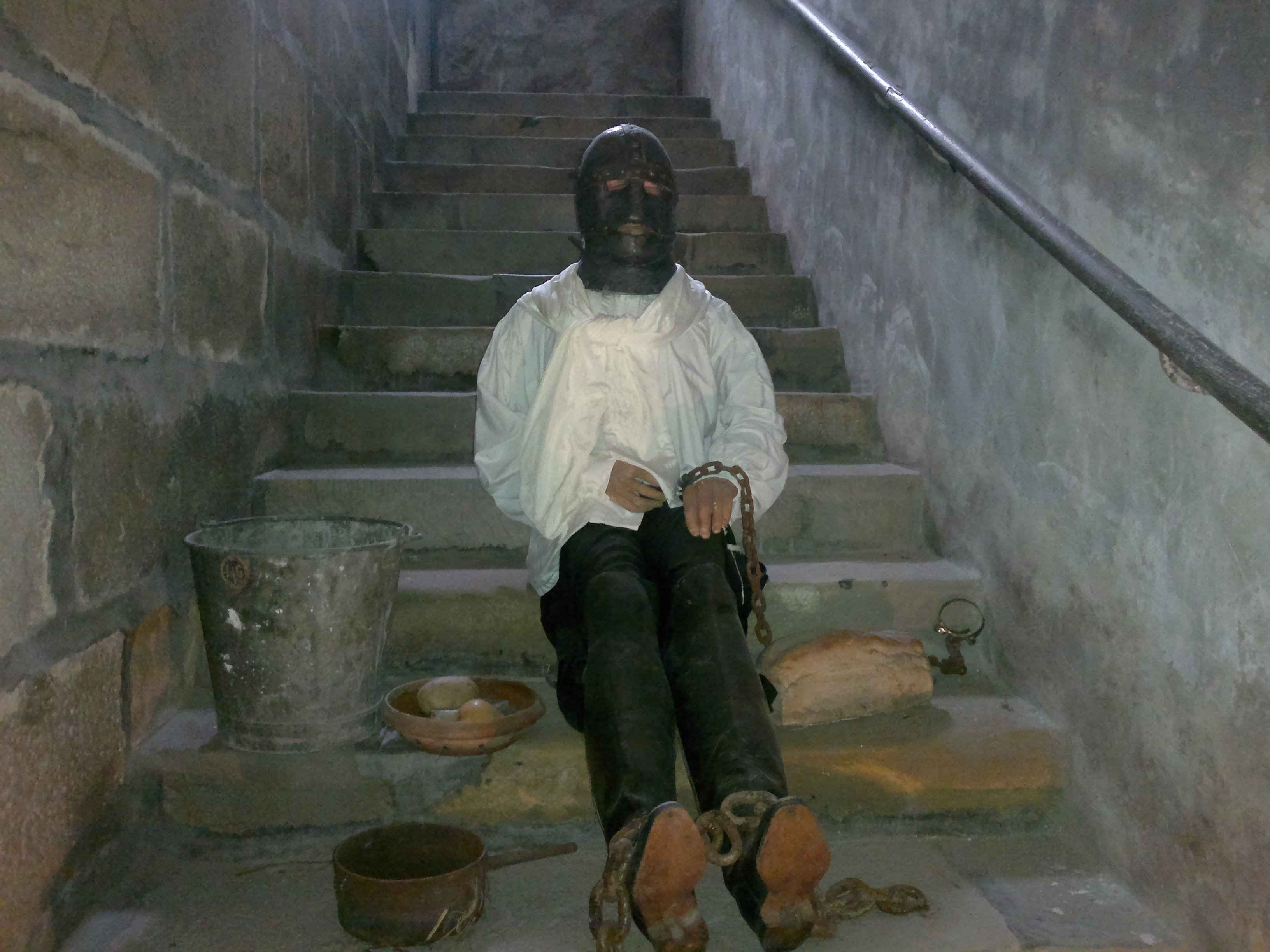
Mannequin portant un masque de fer exposé dans les caves du château de Vaux-le-Vicomte.

#### Description
Ce numéro se penche sur l'énigme de l'Homme au masque de fer, détenu pendant 34 ans dans les prisons du roi Louis XIV et tenu au secret jusqu'à sa mort en détention.
L’émission se penche sur les mystères autour de ce personnage, son identité, son crime, ainsi que les raisons qui ont poussé son geôlier à dissimuler son visage,.
L’émission revient enfin sur les différentes versions qui ont émergé au cours l’Histoire concernant l’identité de ce personnage: celle du frère jumeau de Louis XIV dont l'existence aurait posé un délicat problème de succession, celle du duc Beaufort, de Nicolas Fouquet ou encore de Molière,.

#### Première diffusion
- France : 2 mars 2008

#### Liste des principaux intervenants
- Jean-Christian Petitfils - historien et écrivain
- Jean-Luc Dauphin - historien
- Frédérique Citera-Bullot - conservatrice des musées de Cannes
- Sylvain Menant - professeur de littérature à la Sorbonne
- Claude Dabos - auteur
- Hervé Drévillon - professeur d'histoire moderne à l'université de Poitiers
- Claude Schopp - écrivain
- Daniel Dessert - historien
- Serge Bilé - journaliste
- Patrice Gélinet - journaliste
- Fabrice d'Almeida - historien et directeur de l'Institut d'histoire du temps présent
- Jean d'Aillon - écrivain
- Isabelle Heullant-Donat - historienne
- Clémentine Portier-Kaltenbach - journaliste et chroniqueuse d’histoire
- Philippe Charlier - médecin légiste et paléopathologiste[16],[17]

### Qui était le vrai Casanova?

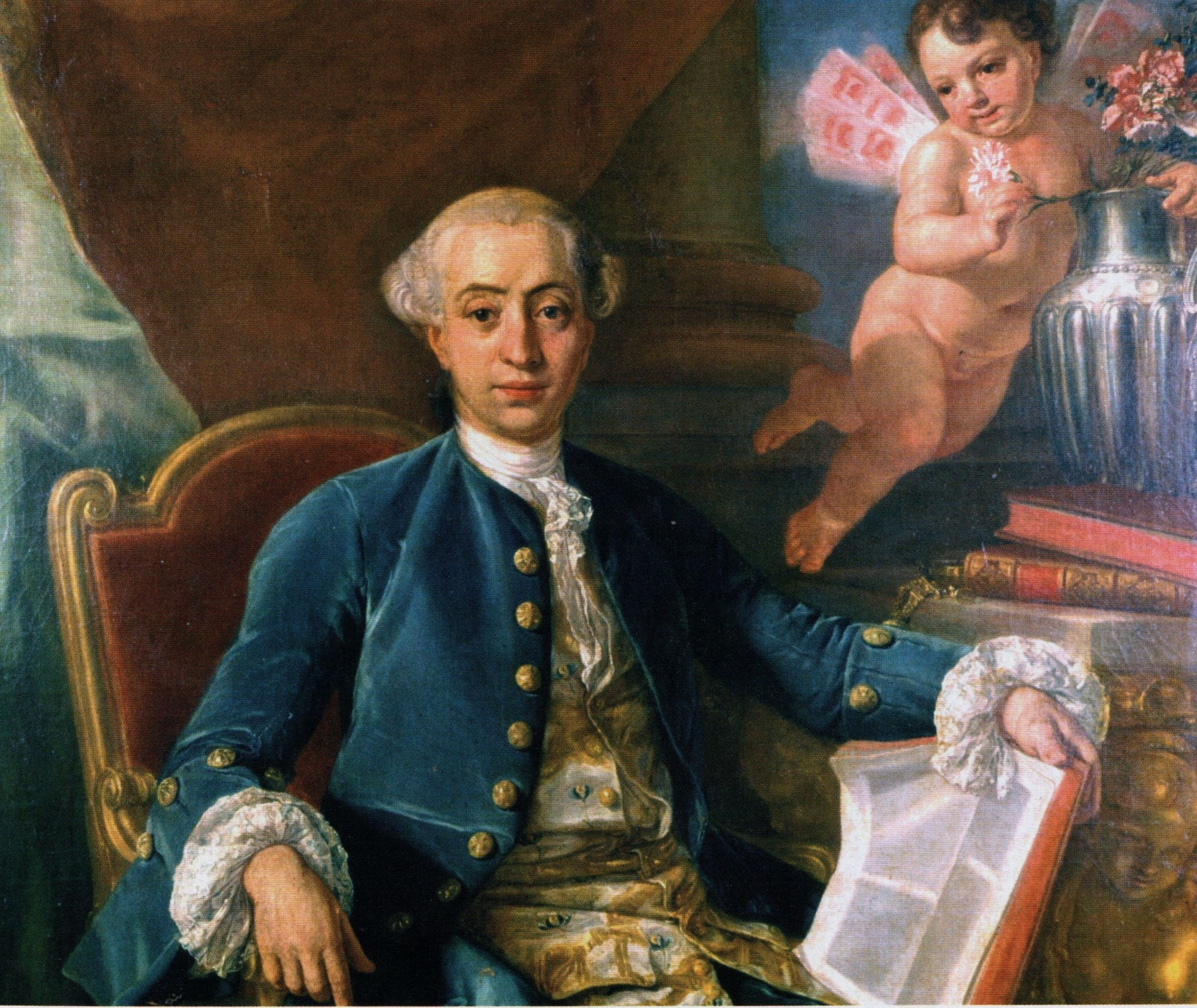
Portrait de Casanova.

#### Description
Ce numéro retrace le destin de l’aventurier vénitien Giacomo Casanova, célèbre pour ses aventures libertines et pour avoir connu plus d'une centaine de femmes dans sa vie,.
Le documentaire revient sur les grandes étapes de sa vie : l'éducation religieuse que lui donne sa grand-mère, sa première histoire d'amour qui lui procure un immense chagrin, ses nombreuses aventures amoureuses, son exil à Londres, son incarcération dans la prison des plombs dont il s'échappe, son entrée dans la confrérie des Francs-Maçons dont il devient Grand Maître ou encore sa carrière d’espion au service du roi de France.
L’émission tente également de percer les secrets de sa personnalité : celle d’un personnage exubérant sachant user aussi bien de charme que de perfidie pour conquérir les femmes, et qui se voulait être un homme libre de pensée et d'action.

#### Première diffusion
- France : 16 mars 2008

#### Liste des principaux intervenants
- Philippe Sollers – écrivain
- Gonzague Saint Bris – écrivain
- Jean-Didier Vincent - neurobiologiste
- Agnès Michaux - journaliste et écrivain
- Corinne Maier - psychanalyste
- Chantal Thomas - directrice de recherches au CNRS
- Michela Marzano - philosophe et chercheuse au CNRS
- Lydia Flem -psychanalyste et écrivaine
- Pascal Lainé - écrivain
- Jean-Claude Hauc - romancier et historien de la littérature
- Alain Corbin - historien
- Guy Chaussinand-Nogaret - historien
- Alexandre Stroev - professeur de Littérature comparée
- Lydia Flem - psychanalyste et écrivaine
- Anne Conchon - maitre de conférences
- Gérard Lahouati - professeur de littérature université de Pau
- Jean-Didier Vincent - neurobiologiste et neuropsychiatre
- Yann Queffélec - écrivain
- Fabrice d'Almeida - historien et directeur de l'Institut d'histoire du temps présent
- Isabelle Heullant-Donat - historienne
- Clémentine Portier-Kaltenbach - journaliste et chroniqueuse d’histoire
- Philippe Charlier - médecin légiste et paléopathologiste[20],[22]

### Pourquoi Charlotte Corday a-t-elle assassiné Marat?

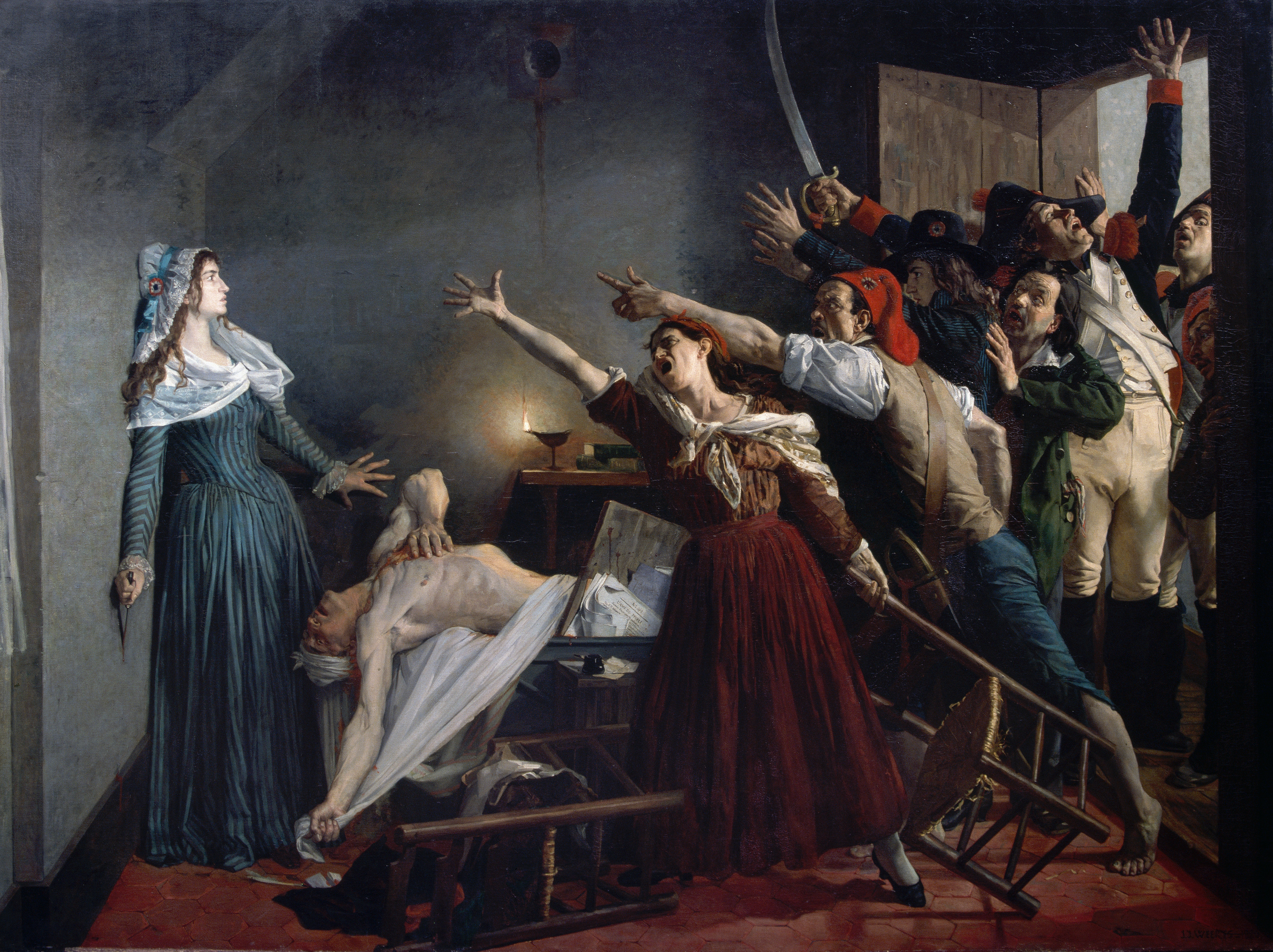
L'Assassinat de Marat, par Jean-Joseph Weerts (1880).

#### Description
Ce numéro retrace le destin de Charlotte Corday, personnalité de la Révolution française, célèbre pour avoir assassiné Marat le 13 juillet 1793,.
L’émission retrace les grandes étapes de sa vie : son enfance en Normandie, son instruction au sein de l'Abbaye aux Dames à Caen ou encore son intérêt pour les idées nouvelles de la Révolution française.
Le documentaire s’interroge également sur les raisons qui ont poussé cette descendante de Corneille à assassiner Marat, révolutionnaire engagé et député à la Convention,.

#### Première diffusion
- France : 23 mars 2008

#### Liste des principaux intervenants
- Olivier Coquard - historien
- Sophie Wahnich - historienne
- Guillaume Mazeau - historien
- Jean-Denis Bredin - avocat et écrivain
- Guillaume Mazeau - historien
- Daniel Colas - auteur et metteur en scène
- Catherine Decours - écrivain
- Émilie Dequenne - actrice
- Jean-Clément Martin - professeur à l'Université Paris I
- Élisabeth Roudinesco - historienne et psychanalyste
- Claude Toffart Derreumaux - graphologue[25],[26]

### Robin des Bois a-t-il vraiment existé?

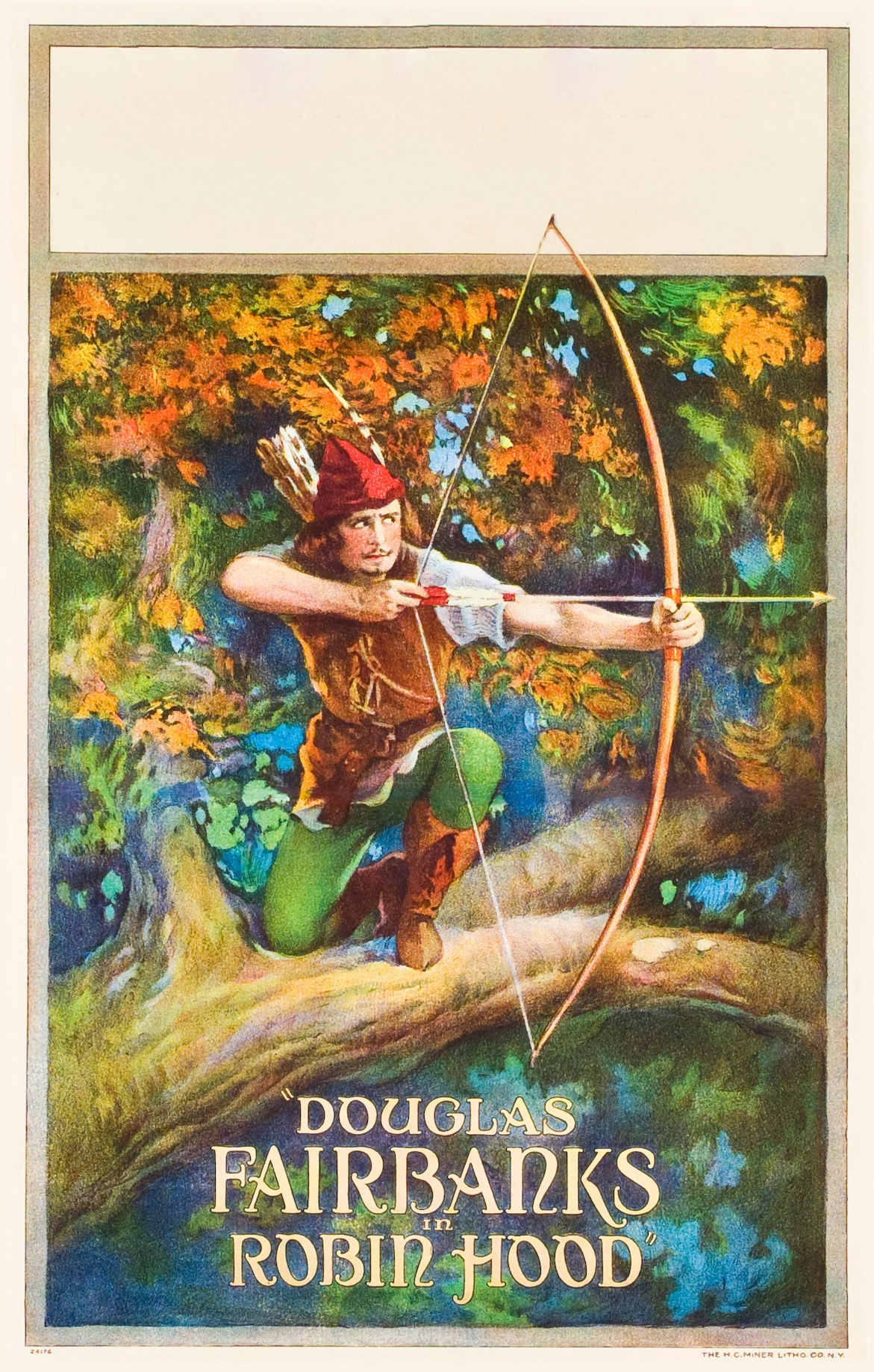
Affiche du film Robin Hood de 1922 avec Douglas Fairbanks.

#### Description
Ce numéro se penche sur la légende Robin des Bois, personnage légendaire et archétypal du Moyen Âge anglais,.
L’émission brosse le portrait de ce personnage littéraire, celui d’un hors-la-loi, vivant caché avec ses compagnons dans la forêt de Sherwood, et dont maintes ballades de troubadours vantent ses exploits, tout en s’attachant à différencier la part de la légende de celle de la réalité historique.
Le documentaire revient également sur l’évolution du personnage à travers l’Histoire de son apparition dans les poèmes chantés au XIVe siècle jusqu’à aujourd’hui, mais également sur ce qu’il symbolise : la résistance des humbles face aux excès du pouvoir et aux impôts.

#### Première diffusion
- France : 30 mars 2008

#### Liste des principaux intervenants
- Jean-Philippe Genet - historien médiéviste
- Jean Flori - historien médiéviste
- Jacques Le Goff - historien médiéviste
- Laurence Belingard - maître de conférence en histoire anglaise à l'université d'Avignon
- Leo Carruthers - professeur de littérature médiévale anglaise à l'université Paris IV
- David Crook - professeur d'histoire médiévale à l'université de Nottingham
- Aude Mairey - chargée de recherche en histoire médiévale
- François Amy de la Breteque - maître de conférence en cinéma à l'université de Montpellier
- Stephen Knight - journaliste et essayiste britannique
- Lise Dumasy - professeur de littérature française à l'université de Grenoble
- Fabrice d'Almeida - historien et directeur de l'Institut d'histoire du temps présent
- Isabelle Heullant-Donat - historienne
- Clémentine Portier-Kaltenbach - journaliste et chroniqueuse d’histoire
- Philippe Charlier - médecin légiste et paléopathologiste[30],[31]

### Quel est le mystère de la bête du Gévaudan?

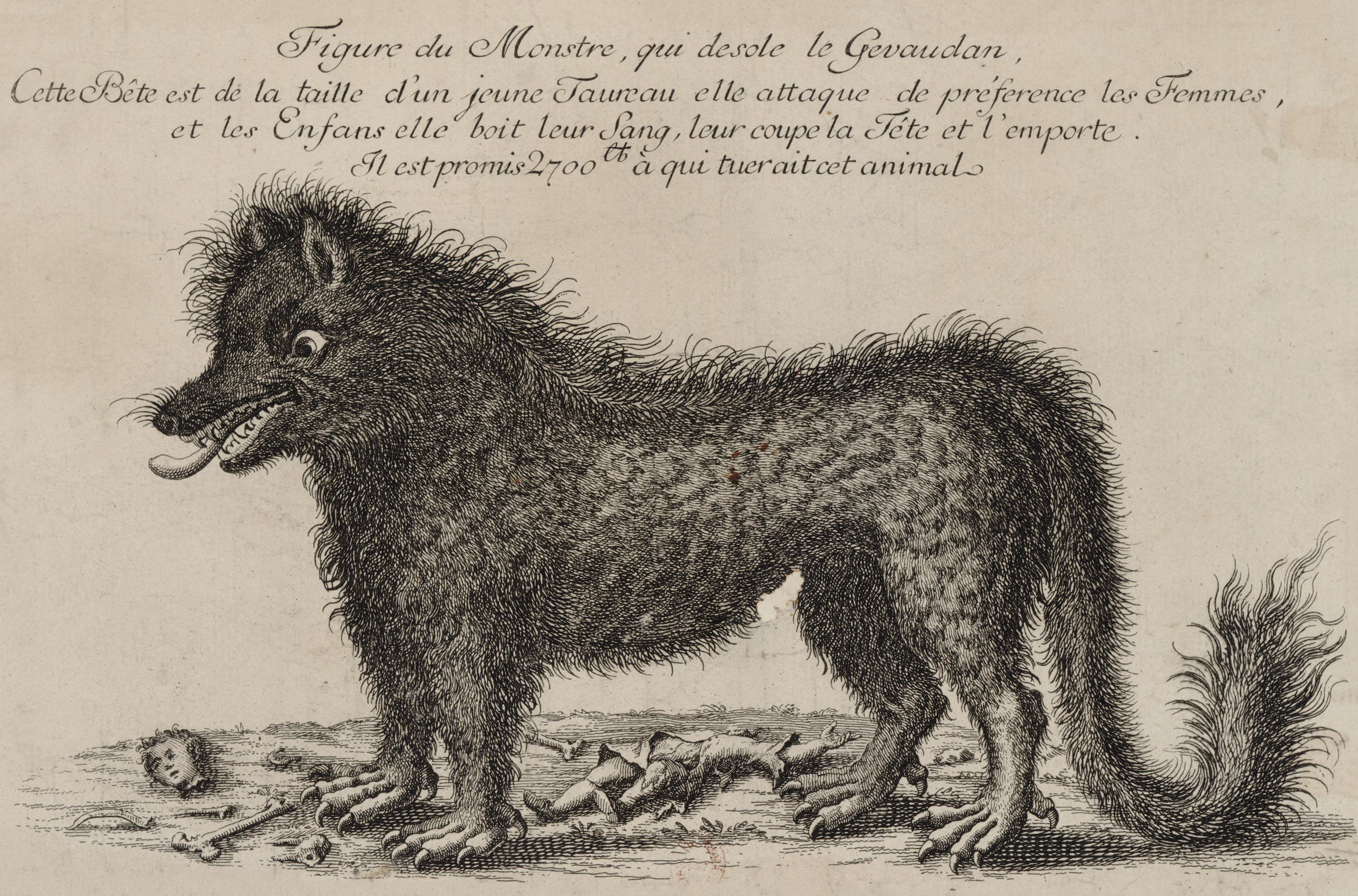
« Figure du Monstre qui désole le Gévaudan ».
Gravure sur cuivre de 1764-1765.

#### Description
Ce numéro se penche sur le mystère de la Bête du Gévaudan, une bête féroce qui terrorisa la province du Gévaudan (actuelle Lozère) entre 1764 et 1767, et qui aurait fait près d’une centaine de victimes, le plus souvent atrocement mutilées.
L’émission revient sur cette affaire, à commencer par la première victime officielle, une adolescente de 14 ans nommée Jeanne Boulet, ainsi que sur les éléments mentionnant cette affaire dans les différentes sources historiques (dessins, des documents officiels de l'Église, de l'État, des lettres, etc).
L’émission se penche également sur les différentes théories autour de cette affaire, notamment celle d’un loup surpuissant, comme on a voulu le croire, d’un loup-garou ou encore celle d’un tueur en série.
Le documentaire revient enfin sur le contexte historique et social de l'époque, les mentalités paysannes, ainsi que l'importance de la superstition et de la sorcellerie dans le récit de cette histoire.

#### Première diffusion
- France : 20 avril 2008

#### Liste des principaux intervenants
- Jean-Marc Moriceau - historien et professeur à l'Université de Caen
- Élisabeth Claverie - anthropologue
- Guy Crouzet - historien
- Roger Oulion - écrivain
- Alain Parbeau - spécialiste des armes du XVIIIème siècle
- David El Kenz - historien
- Alain Pozzuoli - écrivain
- Jean-Marc Moriceau - historien et professeur à l'Université de Caen
- Hervé Boyac - historien
- Isabelle Heullant-Donat - historienne
- Clémentine Portier-Kaltenbach - journaliste et chroniqueuse d’histoire
- Philippe Charlier - médecin légiste et paléopathologiste[34],[35]

### Où est caché le trésor des templiers?

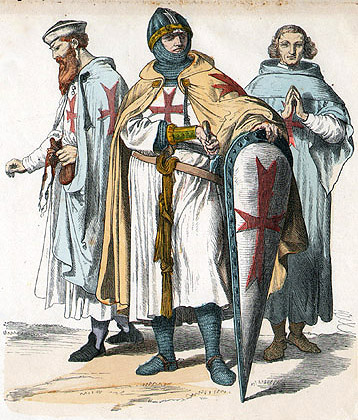
Hommes du Temple imaginés au XIXe siècle. Illustration de 1870.

#### Description
Ce numéro se penche sur la légende du Trésor des Templiers, un ordre religieux et militaire issu de la chevalerie chrétienne du Moyen Âge.
L’émission retrace l’Histoire de l’Ordre des Templiers : leur création durant les croisades, leur situation géographique en terre sainte, les rapports violents qu'ils entretenaient avec les sarrazins, leur départ de Terre Sainte, ainsi que leur indubitable puissance militaire et économique en Europe,.
L’émission revient également sur la polémique historique autour de la chute de l’Ordre, et notamment sur les raisons qui ont poussé le pape Clément V et le roi de France Philippe le Bel à organiser leur arrestation afin de s’emparer de leurs richesses,.
Le documentaire se penche enfin sur le mystère autour du trésor des templiers, son éventuelle localisation, l'affaire de Gisors ainsi que les fouilles infructueuses qui ont été lancées sous l'impulsion du ministre de la culture André Malraux.

#### Première diffusion
- France : 27 avril 2008

#### Liste des principaux intervenants
- Frédéric Lenoir - directeur de la rédaction du monde des Religions
- Jean-Luc Aubarbier – écrivain
- Thierry Leroy – historien
- Arnaud De La Croix – écrivain
- Alain Demurger - historien et écrivain
- Georges Passerat - prêtre et historien
- Sonia Kirch-Abad - docteur en histoire de l'art
- Yann Potin - archiviste et historien
- Alain Demurger – historien
- Isabelle Heullant-Donat - historienne
- Clémentine Portier-Kaltenbach - journaliste et chroniqueuse d’histoire
- Philippe Charlier - médecin légiste et paléopathologiste[37],[39]

### Christophe Colomb a-t-il découvert l'Amérique?

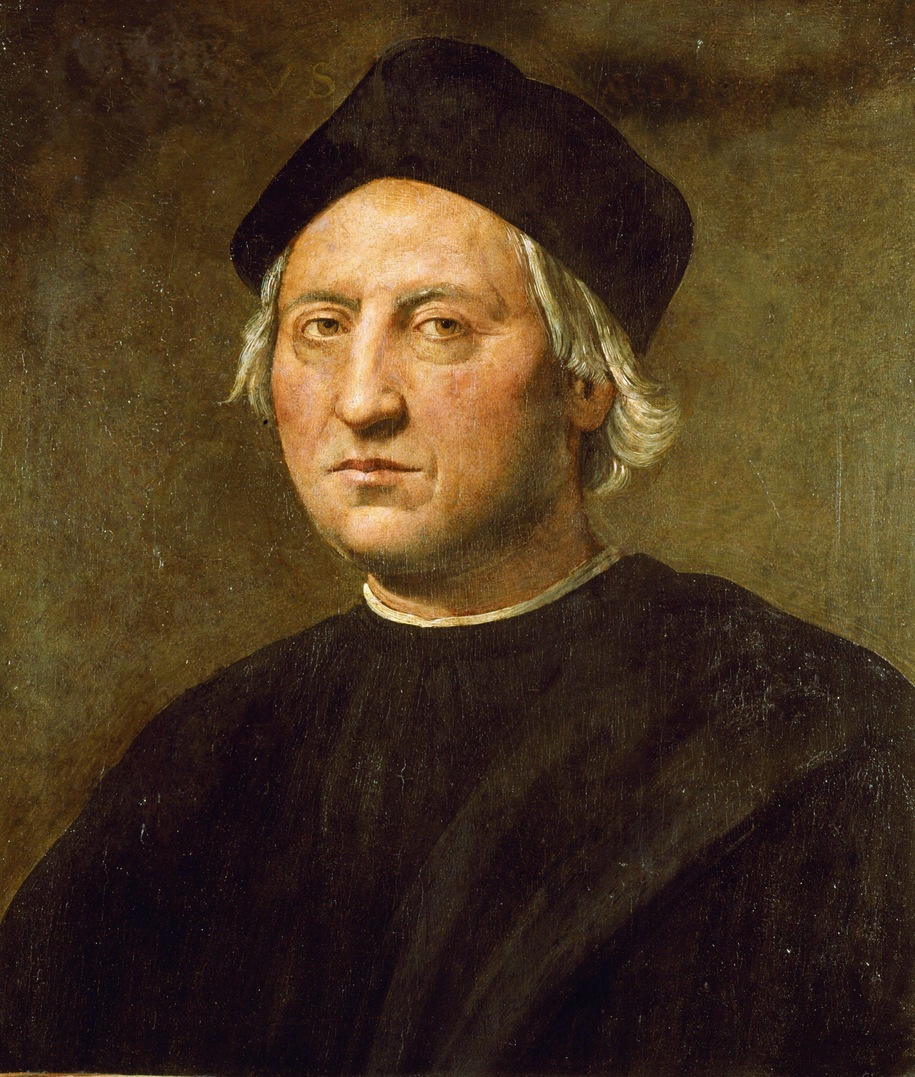
Portrait présumé de Christophe Colomb, attribué à Ridolfo del Ghirlandaio.

#### Description
Ce numéro se penche sur le destin de Christophe Colomb, un navigateur génois qui est resté célèbre pour avoir « découvert l'Amérique » en 1492,.
Le documentaire fait également le point sur les différents mythes entourant Christophe Colomb ainsi que sur le contexte historique et social de l'époque.
L’émission se penche enfin sur les autres peuples qui auraient pu naviguer jusqu’aux Amériques, notamment les Chinois et les Vikings, ainsi que sur le destin du navigateur Amerigo Vespucci, qui a donné son nom à l’Amérique.

#### Première diffusion
- France : 4 mai 2008

#### Liste des principaux intervenants
- Michel Chandeigne - éditeur
- Jean-Yves Bernot - navigateur et routeur
- Jean-Paul Duviols - professeur à Paris IV-Sorbonne
- Bernard Vincent - directeur d'études à l'EHESS
- Bernard Lavallé - professeur à Paris III Sobonne
- Michel Balard - professeur à l'université de Tours
- Christian Duverger - professeur à l'EHESS
- Michel Lequenne - historien
- Frédéric Durand - géographe
- Armand De Saint-Sauveur – éditeur
- Jean Renaud - professeur à l'université de Caen
- Serge Gruzinski - directeur de recherches à l'EHESS et au CNRS
- Edwy Plenel - journaliste
- Roselyne Bosch - scénariste
- Consuelo Varela Bueno - historienne
- Isabelle Heullant-Donat - historienne
- Clémentine Portier-Kaltenbach - journaliste et chroniqueuse d’histoire
- Philippe Charlier - médecin légiste et paléopathologiste[42],[43]

### Pourquoi Mozart est-il mort prématurément?

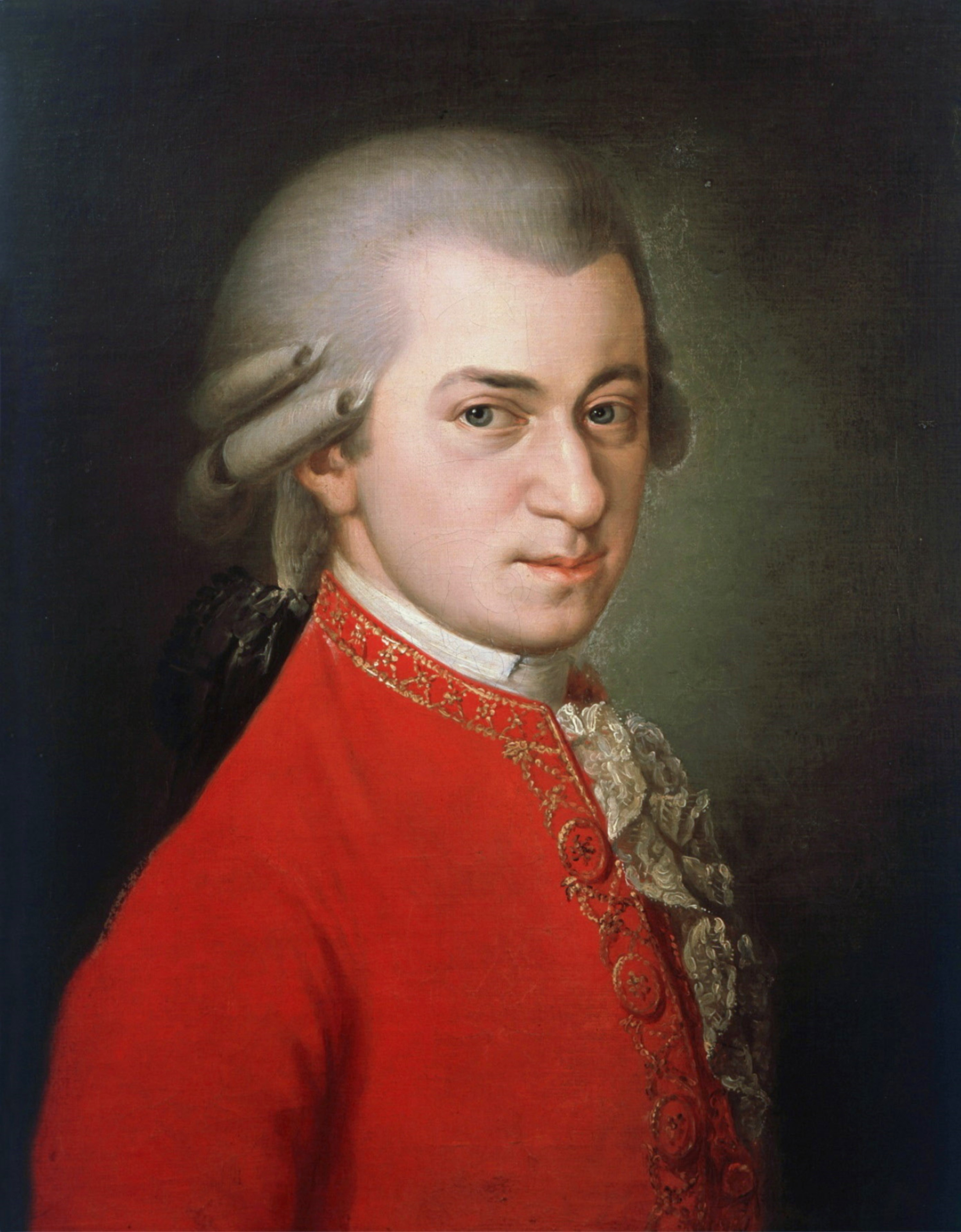
Portrait posthume de Mozart
peint par Barbara Krafft en 1819.

#### Description
Ce numéro se penche sur le destin de Wolfgang Amadeus Mozart, célèbre compositeur classique autrichien dont l’œuvre embrasse tous les genres musicaux de son époque,.
Tout en retraçant sa vie et sa carrière, l’émission tente de comprendre comment l'artiste est mort prématurément à 35 ans. Le reportage revient sur les nombreux diagnostics qui ont été établis, et en particulier sur la légende selon laquelle il aurait été empoisonné à l'arsenic,.

#### Première diffusion
- France : 18 mai 2008

#### Liste des principaux intervenants
- Philippe Sollers - écrivain
- Isabelle Duquesnoy - écrivaine et historienne de l'art
- Bernard Lechevalier - professeur émérite de neurologie
- Frédéric Lodéon - chef d'orchestre
- Alexandre Dratwicki - musicologue
- Sandrine Piau - chanteuse lyrique soprano
- Charles Porset - historien
- Philippe Huguelet - psychiatre et écrivain
- Jean-François Zygel - compositeur et écrivain
- David Chaillou - professeur de musique à l'Université d'Artois
- Patrick Taieb – musicologue
- Ève Ruggieri - journaliste et productrice
- Sophie Koch - chanteuse lyrique mezzo-soprano
- Florence Badol-Bertrand - docteur en musicologie
- Olivier Bellamy - journaliste
- Gerard Mortier - directeur de l'Opéra national de Paris.
- Isabelle Heullant-Donat - historienne
- Clémentine Portier-Kaltenbach - journaliste et chroniqueuse d’histoire
- Philippe Charlier - médecin légiste et paléopathologiste[46],[47]

### Quel mystère entoure la mort des Romanov?

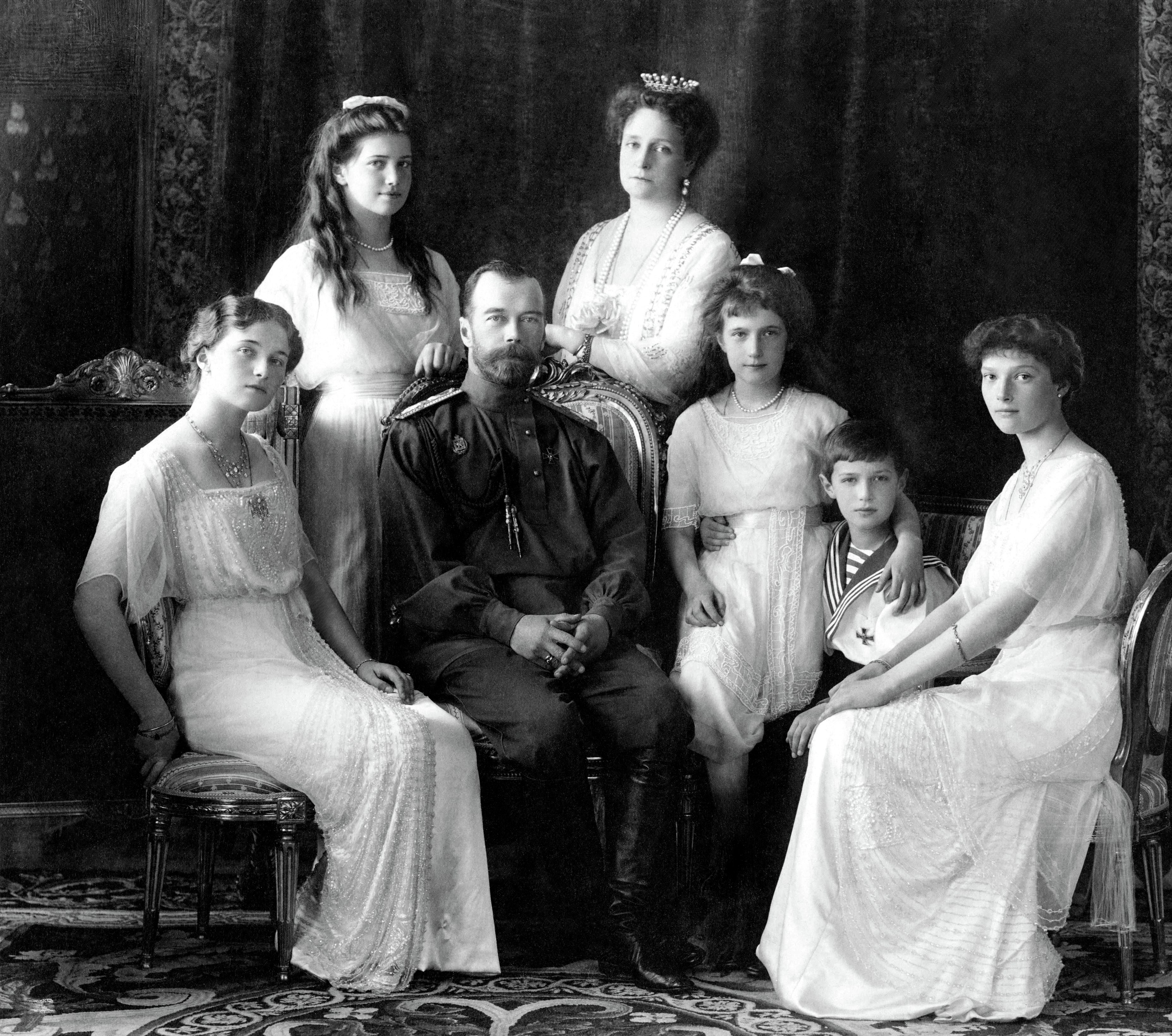
La famille impériale de Russie en 1913.

#### Description
Ce numéro se penche sur le destin du dernier tsar de Russie, Nicolas II, qui fut exécuté avec toute sa famille par les Bolchéviques en juillet 1918,.
L’émission fait le point sur son règne, sur l’influence du moine Raspoutine que sa femme, l’impératrice Alix de Hesse-Darmstadt, favorise en raison de ses supposés dons de guérisseur, ainsi sur la révolution d’octobre 1917.
Le documentaire revient enfin sur l’exécution de la famille dans la nuit du 16 au 17 juillet 1918, tout en s’interrogeant sur les thèses qui ont circulé concernant la présence d’éventuels survivants.

#### Première diffusion
- France : 15 juin 2008

#### Liste des principaux intervenants
- Hélène Carrère d'Encausse - historienne
- Frédéric Mitterrand - journaliste
- Michel Wartelle - écrivain
- Franck Ferrand - historien
- Alexandre Adler - historien et journaliste
- Irina de Chikoff - journaliste
- Jean Des Cars - historien
- Pierre Lorrain - journaliste et écrivain
- Daniel Girardin - conservateur du musée de l'Elysée à Lausanne
- Michel de Grèce – romancier
- Wladimir Berelowitch - professeur d'histoire à l'université de Genève
- Agnès Michaux - écrivaine
- Marc Ferro - historien
- Pierre Margot - criminaliste
- Fabrice d'Almeida - historien et directeur de l'Institut d'histoire du temps présent
- Isabelle Heullant-Donat - historienne
- Clémentine Portier-Kaltenbach - journaliste et chroniqueuse d’histoire
- Philippe Charlier - médecin légiste et paléopathologiste[50],[51]

### Qui se cachait derrière le chevalier d'Éon?

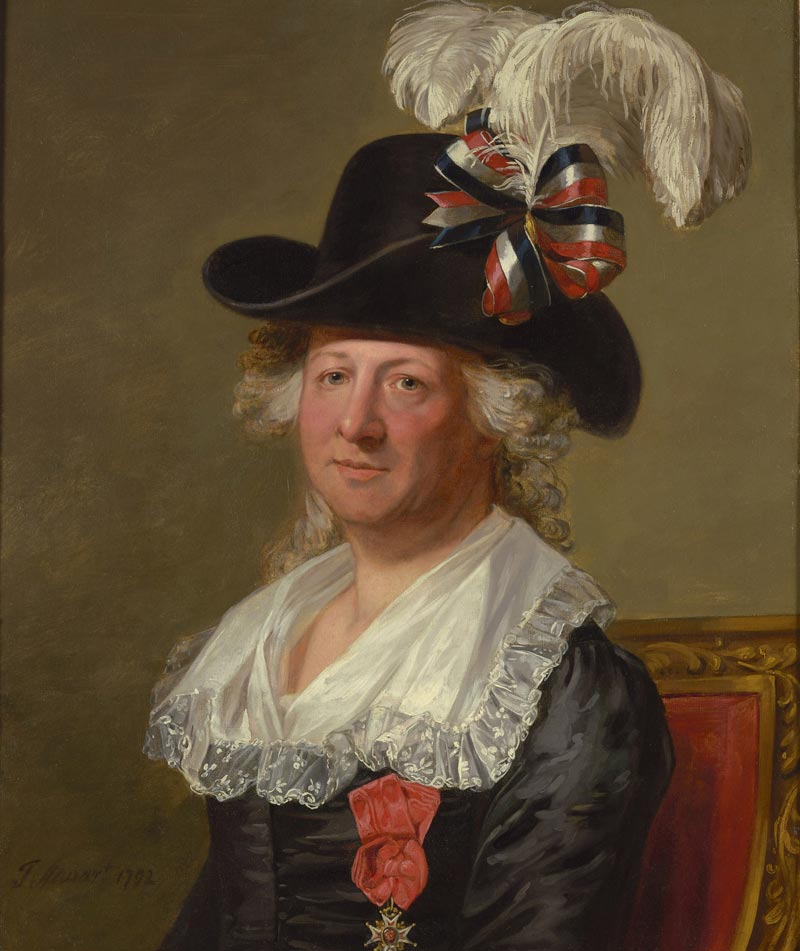
Portrait du chevalier d’Éon par Thomas Stewart (1792).

#### Description
Ce numéro retrace de destin de Charles d'Éon de Beaumont, dit le chevalier d'Éon, un espion excentrique des rois Louis XV et Louis XVI, qui est resté célèbre pour son goût prononcé pour le travestissement jusqu'à entretenir le mystère sur sa véritable identité (homme ou femme).
L’émission revient sur son enfance, son recrutement dans les services secrets du roi Louis XV, les différentes missions secrètes qu’il réalise en Russie, ou encore les négociations qu’il mène avec le dramaturge Beaumarchais, venu récupérer des documents auprès de lui contre une somme d’argent conséquente.

#### Première diffusion
- France : 22 juin 2008

#### Liste des principaux intervenants
- Anne-Marie Mercier Faivre - professeur Université de Lyon
- Jean-Didier Vincent - neurobiologiste
- Philippe Luyt - éditeur
- Hervé Hubert - psychanalyste
- Michel de Decker - historien et écrivain
- Catherine Rihoit - journaliste et écrivain
- Gilles Perrault - journaliste et écrivain
- Michaël Delmar - journaliste
- Thierry Debroux - acteur et metteur en scène
- Christine Rolland - historienne, conservateur du patrimoine
- Évelyne Lever - écrivaine
- Philippe Collas - écrivain
- Fernande Gontier - écrivain
- Lucien Bély - historien moderniste
- Cédric Littardi – producteur
- Pierre-Henri Castel - psychanalyste
- Marie-Hélène Boursier - sociologue
- Isabelle Heullant-Donat - historienne
- Clémentine Portier-Kaltenbach - journaliste et chroniqueuse d’histoire
- Philippe Charlier - médecin légiste et paléopathologiste[54],[55]

### Gilles de Rais: la véritable histoire de Barbe Bleue

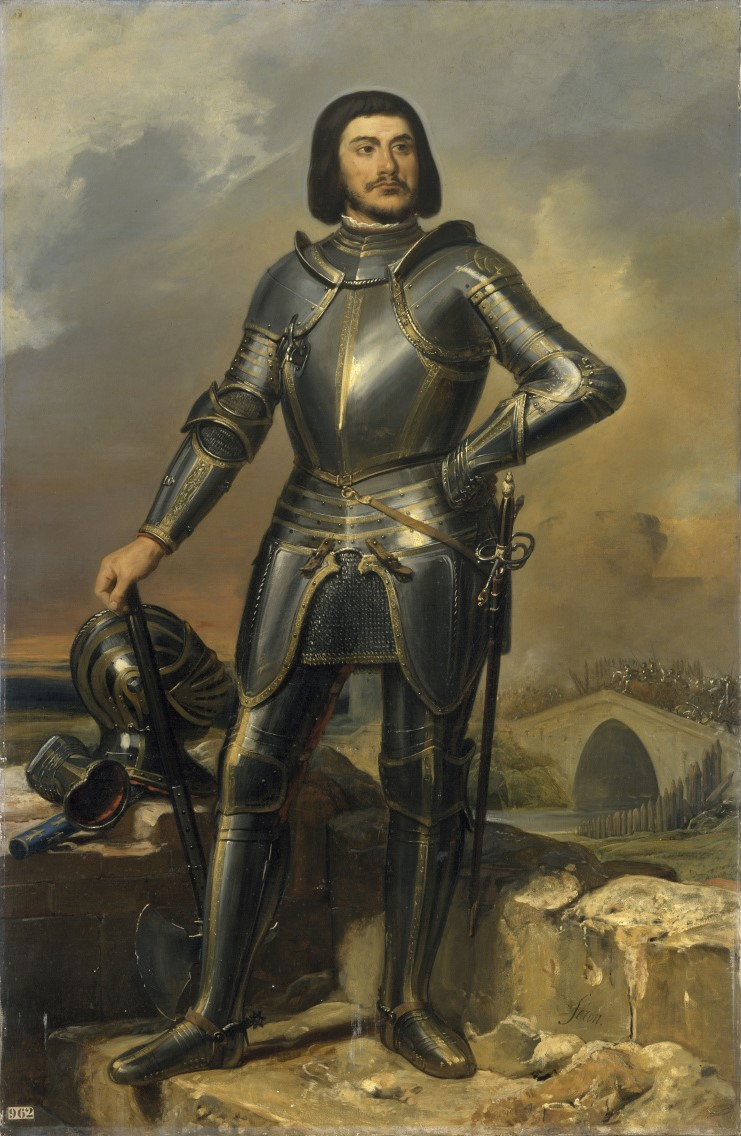
Gilles de Laval, sire de Rais.
Portrait imaginaire peint par Éloi Firmin Féron en 1835.

#### Description
Ce numéro se penche sur le destin de Gilles de Montmorency-Laval, plus connu sous le nom de Gilles de Rais, chevalier et seigneur français, excommunié et pendu en 1440 pour de nombreux crimes,.
L’émission revient sur son rôle durant la guerre de Cent Ans, en particulier lors du siège d’Orléans au cours duquel il combat aux côtés de Jeanne d’Arc, ses liens avec la famille royale de France, ainsi que sur les accusations de sodomie, de meurtres et de sorcellerie dont il a fait l’objet,.

#### Première diffusion
- France : 29 juin 2008

#### Liste des principaux intervenants
- Philippe Contamine - historien médiéviste
- Jacques Chiffoleau - historien et directeur d'études à l'EHESS
- Claude Gauvard - historienne médiéviste
- Matei Cazacu - historien et chercheur au CNRS
- Renaud Beffeyte - expert en ingénierie ancienne
- Père Bruno Beltramelli - prêtre de la paroisse de Lagny-sur-Marne
- Martin Aurell - historienne médiéviste
- Emmanuel Leduc - historien
- Bernard de Grandmaison - historien
- Sylvain Aubry - psychiatre
- Nicolas Faucherre - historien
- Jean-Louis Beaucarnot - journaliste et généalogiste
- Didier van Cauwelaert - écrivain
- Jean-Patrice Boudet - professeur d'histoire médiévale
- Élisabeth Roudinesco - historienne et psychanalyste
- Jacques Chiffoleau - directeur d'études à l'EHESS
- Fabrice d’Almeida - historien et directeur de l'Institut d'histoire du temps présent
- Isabelle Heullant-Donat - historienne
- Clémentine Portier-Kaltenbach - journaliste et chroniqueuse d’histoire
- Philippe Charlier - médecin légiste et paléopathologiste[58],[59]

### Catherine de Médicis et les intrigues des châteaux de la Loire

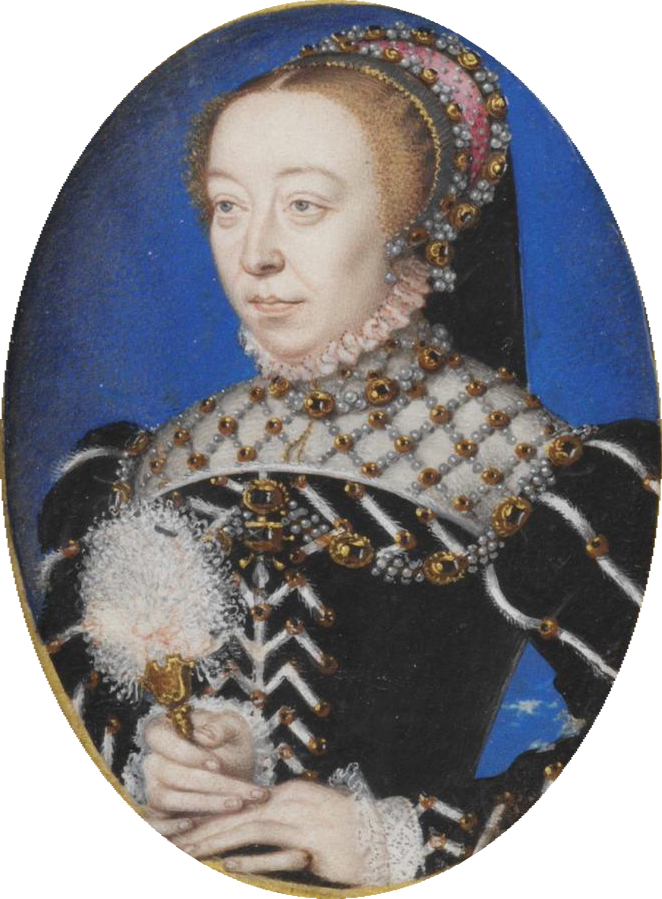
Portrait de Catherine de Médicis (vers 1555).

#### Description
Ce numéro retrace le destin de Catherine de Médicis, reine de France de 1547 à 1559 par son mariage avec Henri II, figure emblématique de la Renaissance et l’une des plus grandes femmes d’état de l’histoire de France,.
L’émission revient sur sa légende noire, qui date de l'époque des guerres de religion en France, le contexte historique de son règne, les intrigues de cour des châteaux de la Loire, où Catherine de Médicis assoit son pouvoir, ainsi que les stratégies d'alliances qu’elle met en place pour assurer sa lignée,.
Le reportage revient enfin sur les relations qu’elle entretient avec sa belle-fille, la reine d’Ecosse Marie Stuart, Nostradamus ou encore Diane de Poitiers, ainsi que sur sa passion pour les sciences occultes et l'astronomie,.

#### Première diffusion
- France : 31 juillet 2008

#### Liste des principaux intervenants
- Franck Ferrand - historien
- François Collard - professeur d'histoire médiévale à Paris X Nanterre
- Jean-François Dubost - professeur d'histoire moderne à Paris XII
- Jean-François Solnon - historien et professeur à l'université de Franche-Comté
- Jack Lang - ancien ministre de la Culture
- Éliane Viennot - professeur d'histoire
- Pierre Behar - historien
- Bertrand Bergbauer - Conservateur du patrimoine
- Michèle Bimbenet-Privat - conservateur
- Yves Bonnet - homme politique
- Pascal Brioist - historien
- Denis Crouzet - historien
- Thierry Crépin-Leblond - conservateur
- Claude d'Anthenaise - conservateur
- Jean-Michel Delacomptée - écrivain
- Clémentine Portier-Kaltenbach - journaliste et chroniqueuse d’histoire
- Philippe Charlier - médecin légiste et paléopathologiste[64],[65]

### Rodolphe, le fils de Sissi a-t-il été assassiné?

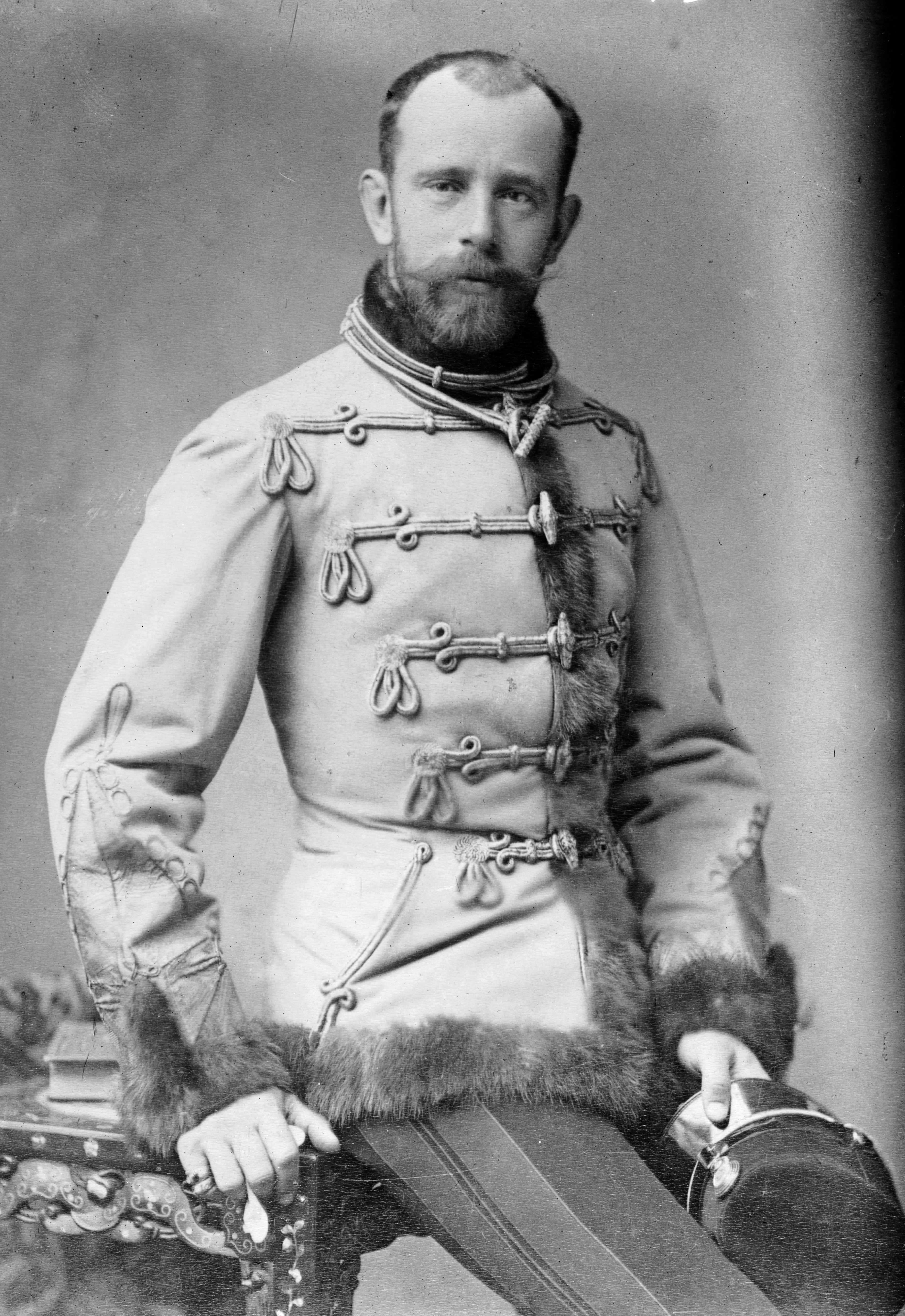
Rodolphe, en 1887.

#### Description
Ce numéro retrace le destin de Rodolphe d'Autriche, fils de l'empereur d’Autriche François-Joseph Ier et d'Élisabeth de Wittelsbach, plus connue sous le nom de « Sissi ».
L’émission tente d’éclaircir les circonstances de la mort de Rodolphe et sa maîtresse au pavillon de chasse de Mayerling en 1889 qui restent encore mystérieuses. Le reportage relate notamment les différentes théories qui ont circulé, celle d’un suicide ou encore d’un attentat politique.
Le documentaire tente également de décrypter les traits de sa personnalité, celle d’un homme intelligent, peu conventionnel, impulsif et réputé libéral.

#### Première diffusion
- France : 3 août 2008

#### Liste des principaux intervenants
- Christine Mondon - maître de conférence à l'Université Bordeaux III
- Gilles Ferragu - maître de conférences à l'Université Paris X de Nanterre
- Jean des Cars - historien
- Jean-Louis Theriot - avocat et historien
- Jean-Paul Bled - professeur d'histoire contemporaine à l'Université Paris IV Sorbonne
- Jean-Louis Beaucarnot - historien et généalogiste
- Georg Bauer - professeur de médecine légale.
- Claude Quétel - historien
- Jasna Adler - historienne
- Christine Mondon - maître de conférence à l'Université Bordeaux III
- Fabrice d’Almeida - historien et directeur de l'Institut d'histoire du temps présent
- Isabelle Heullant-Donat - historienne
- Clémentine Portier-Kaltenbach - journaliste et chroniqueuse d’histoire
- Philippe Charlier - médecin légiste et paléopathologiste[68],[69]

### Marie-Antoinette intime

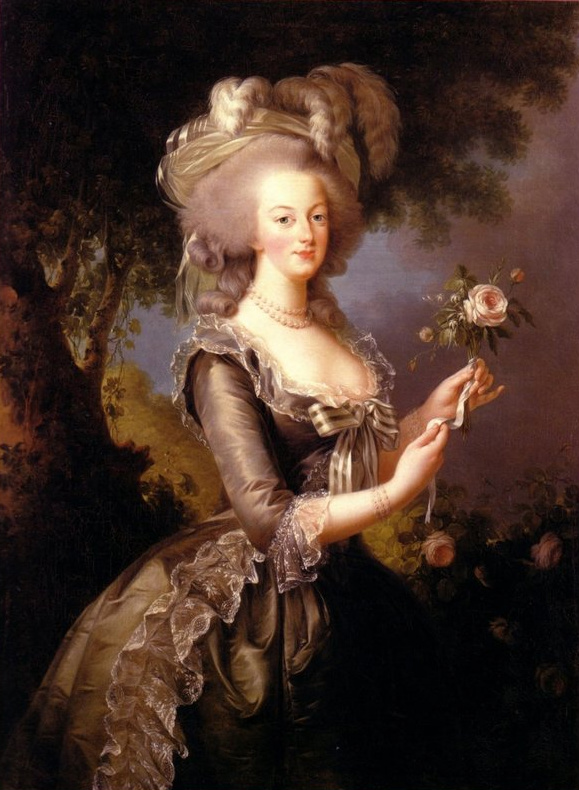
Portrait de Marie-Antoinette en 1783.

#### Description
À l’occasion de la réouverture du domaine du Petit Trianon, fermé depuis trois ans pour restauration, l’émission consacre un numéro à la reine Marie-Antoinette,.
L’émission propose au téléspectateur de découvrir ce lieu où la reine se rendre pour fuir une cour envahissante, mais également le Hameau de la Reine, où Marie-Antoinette aimait s'occuper de ses animaux, jouer des pièces devant ses amis, organiser des après-midis de jeu ou encore écouter de la musique,.
L’émission revient enfin sur le couple qu’elle forme avec le roi Louis XVI, le décalage entre leurs deux personnalités, sa relation avec le comte Axel de Fersen ou encore son goût pour la mode, la gastronomie et le mobilier luxueux.

#### Première diffusion
- France : 7 août 2008

#### Lieux de tournage
Parmi les lieux visités par l'émission, on retrouve notamment le Petit Trianon, le Château de Versailles et le château de Steninge en Suède.

#### Liste des principaux intervenants
- Raphaël Masson - conservateur du château de Versailles
- Patricia Bouchenot-Dechin - historienne et écrivain
- Évelyne Lever - historienne et écrivain
- Jean-Christophe Petitfils - historien et écrivain
- Simone Bertière - historienne et écrivain
- Jean-Jacques Aillagon - président de l'Établissement public du musée et du domaine national de Versailles
- Emmanuel Pierrat - écrivain
- Ariane James-Sarazin - conservatrice aux Archives Nationales
- Jean-Paul Gousset - directeur technique de l'opéra royal de Versailles
- Jacques Weber - acteur et réaliste
- Ingrid Astier - écrivaine
- Gabor Mester de Paradj - architecte des monuments historiques
- Pierre Arizzoli-Clémentel - directeur général de l'Établissement public du musée et du domaine national de Versailles
- Paul Belaiche-Daninos - médecin et historien[74],[75]

### Napoléon et les femmes

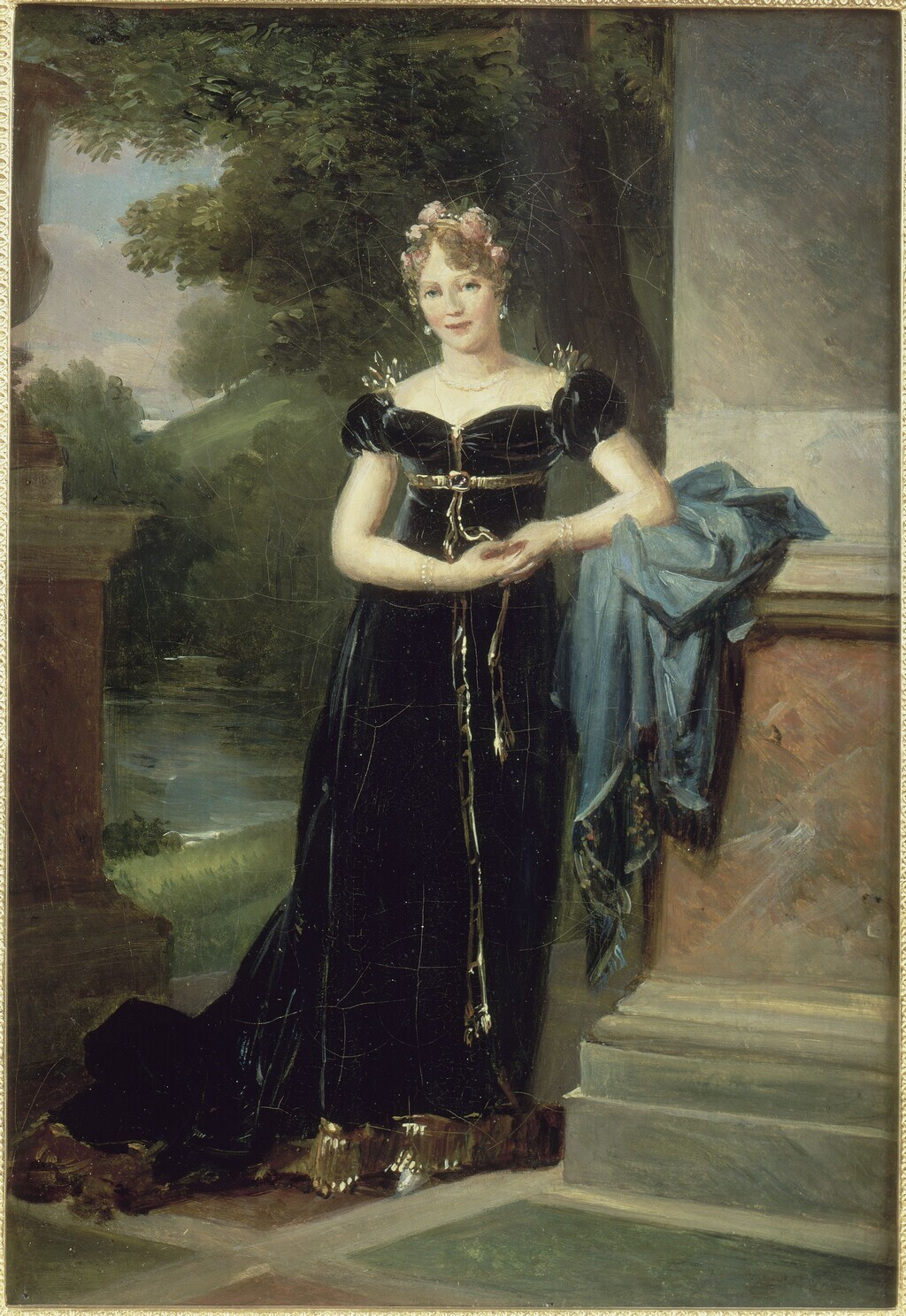
Portrait de la Comtesse Marie Walewska en 1812 par François Gérard.

#### Description
Ce numéro retrace les relations qu’a entretenu Napoléon Ier avec la gent féminine au cours de sa vie.
L’émission revient notamment sur ses deux mariages, d’abord avec Joséphine de Beauharnais en mars 1796 et qui deviendra impératrice, puis avec Marie-Louise, la fille de l’empereur d’Autriche en avril 1810,.
Le reportage revient également sur son idylle passionnée avec Marie Walewska, ainsi que sur ses relations avec sa mère Letizia Ramolino.
Le documentaire fait enfin découvrir au téléspectateur les différents lieux qui ont abrité les amours de Napoléon comme les châteaux de Malmaison, de Compiègne et de Fontainebleau.

#### Première diffusion
- France : 14 août 2008

#### Lieux de tournage
Parmi les lieux visités par l'émission, on retrouve notamment le Malmaison, le Palais de Compiègne et le château de Fontainebleau.

#### Liste des principaux intervenants
- Michel de Decker - historien et écrivain
- Jacques Cuzin - conservateur au muséum d'Histoire naturelle
- Philippe Brenot - sexologue et psychiatre
- Élisabeth Roudinesco - psychanalyste
- Philippe Sollers - écrivain
- Luc Antonono - écrivain et généalogiste
- Max Gallo - historien
- Béatrice de Plinval - conservateur du musée et du patrimoine Chaumet
- Alexandre Bouclon - guide du château de Fontainebleau
- Jean Pierre Osenat - commissaire-priseur[79],[80]

### Elles ont régné sur Versailles

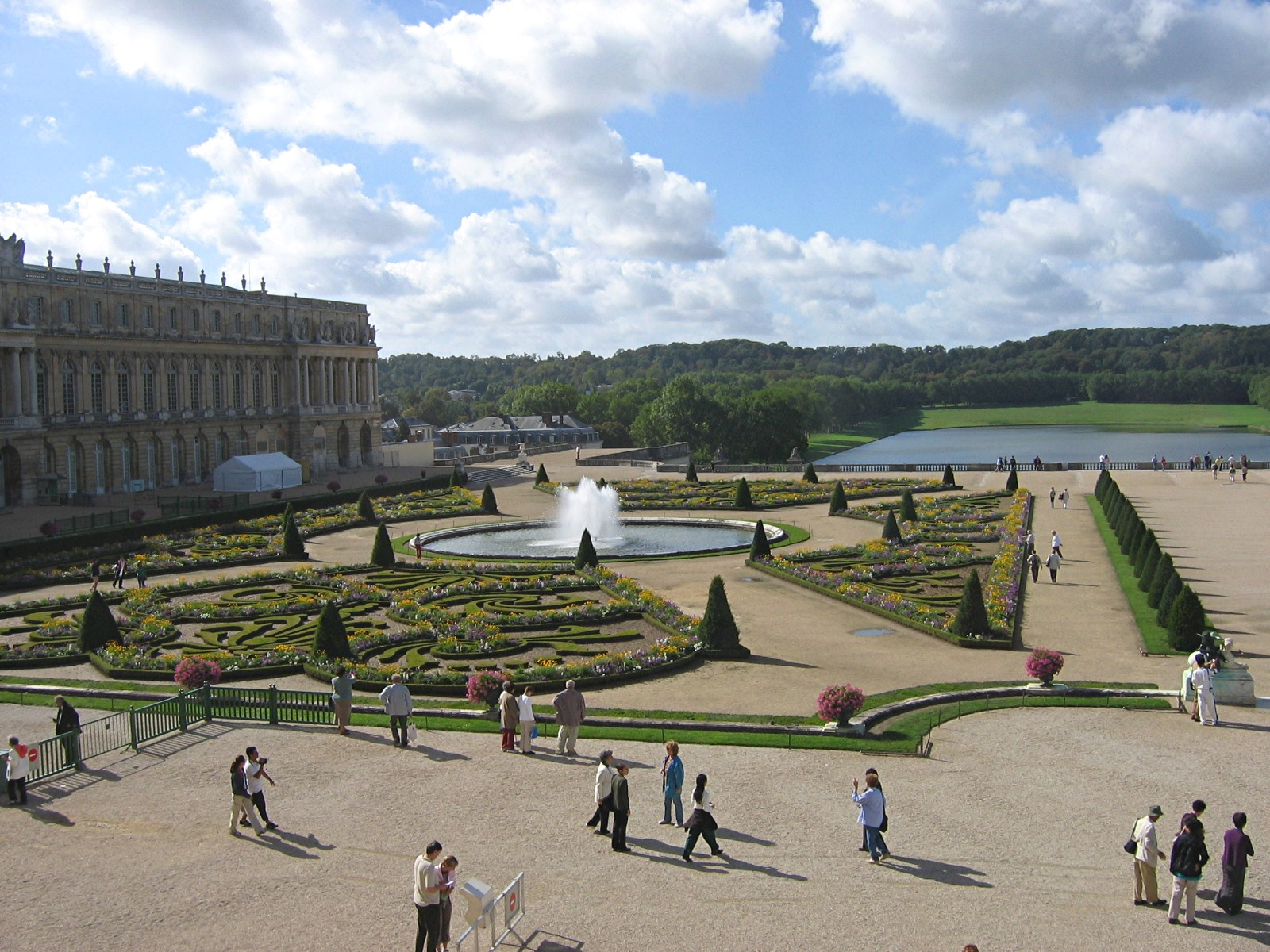
Parterres du Midi des jardins du Château de Versailles.

#### Description
Ce numéro est consacré aux maîtresses des rois Louis XIV et Louis XV : la duchesse de Fontanges, Louise de La Vallière, Madame de Montespan, Madame de Maintenon, Madame du Barry ou encore Madame de Pompadour.
L’émission évoque l'influence de ces femmes au sein de la Cour, leur rôle politique, culturel, artistique ainsi que le style qu’elles ont laissé dans les arts et la littérature,.
L’émission propose également de découvrir leurs somptueuses demeures, notamment les châteaux de Louveciennes et de Maintenon qui ont été le théâtre d’épisodes méconnus de l’Histoire de France,.

#### Première diffusion
- France : 21 août 2008

#### Lieux de tournage
Parmi les lieux visités par l'émission, on retrouve notamment le Château de Versailles, les jardins de Versailles et le château de Fontainebleau.

#### Liste des principaux intervenants
- Fabrice d’Almeida - historien et directeur de l'Institut d'histoire du temps présent
- Michel de Decker - historien et écrivain
- Philippe Delorme - journaliste
- Simone Bertière - historienne
- Guy Chaussinand-Nogaret - historien
- Emmanuel Le Roy Ladurie - historien
- Évelyne Lever - historienne
- Guy Soman - essayiste
- Jean-Christian Petitfils - historien
- Pierre Combescot - écrivain
- Jean Teulé - écrivain
- Dominique Paquet - philosophe
- Jean-Paul Desprat - historien
- Françoise Chandernagor - écrivain
- Éric Le Nabour - historien
- Yves Carlier - conservateur au musée national du château de Fontainebleau
- Philippe Sollers - écrivain
- Camille Pascal - historien et écrivain
- Jacques de Saint-Victor - historien
- Catherine Hermary-Vieille - écrivain
- Raphaël Masson - conservateur du château de Versailles
- Mathieu da Vinha - chercheur au centre du château de Versailles[84],[85]

### Raspoutine a-t-il précipité la fin des tsars?

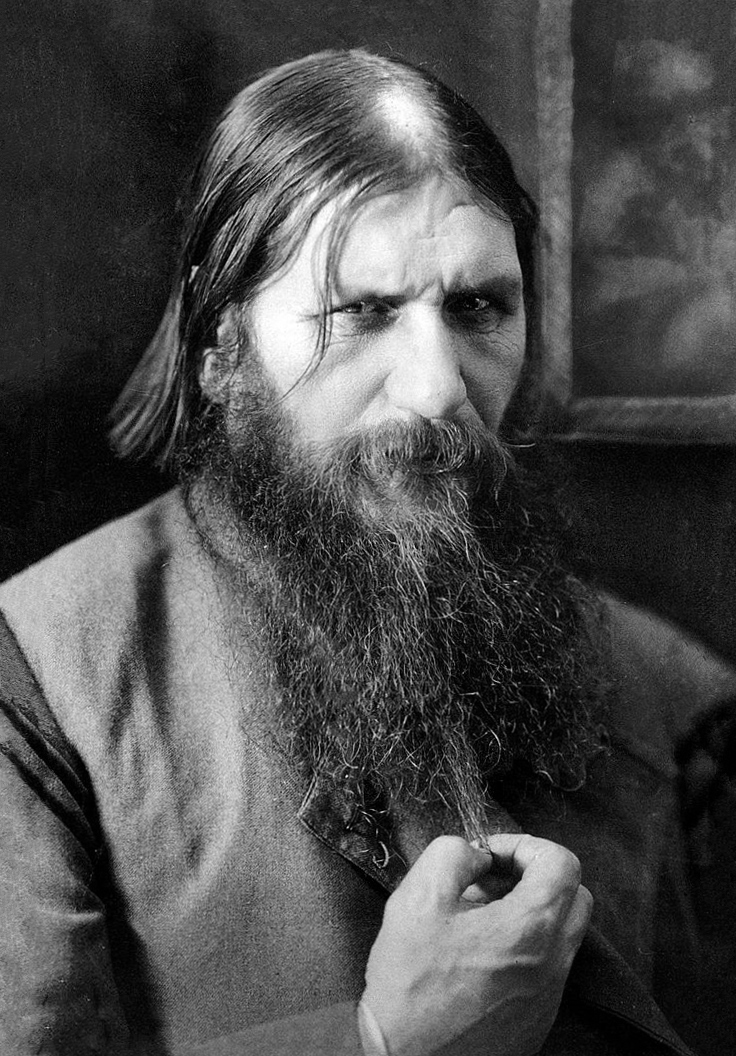
Grigori Raspoutine vers 1916.

#### Description
Ce numéro retrace le destin de Raspoutine, aventurier russe originaire de Sibérie, dont l’influence serait en partie responsable de la chute du régime tsariste au cours de la révolution russe, selon certains historiens,.
L’émission retrace les grandes étapes de sa vie : son enfance de simple moujik (paysan), sa quête spirituelle, ses années d’errance, son arrivée à Saint Pétersbourg, sa rencontre avec le tsar Nicolas II et la tsarine Alexandra, les soins qu’il prodigue au tsarévitch Alexis, le scandale de sa liaison supposée avec la tsarine, la conspiration de Youssoupov et enfin son assassinat le 29 décembre 1916,.

#### Première diffusion
- France : 24 août 2008

#### Liste des principaux intervenants
- Vladimir Fédorovski - écrivain et ancien diplomate russe
- Corinne Pouillot - écrivain
- Philippe Vidal - écrivain
- Pierre Lorrain - journaliste et écrivain
- Pierre Gonneau - historien
- Père Wladimir Yagello - Archevèque de l'église orthodoxe russe
- Marie-Pierre Rey - historienne, professeur à l'Université de Paris I
- Jean-François Colosimo - historien et théologien
- Danièle Déon-Bessière - journaliste et historienne
- Yann Queffélec - écrivain
- Renée-Paule Guillot - écrivain
- Élisabeth Antébi - journaliste et écrivain
- Luc Mary - écrivain
- Fabrice d’Almeida - historien et directeur de l'Institut d'histoire du temps présent
- Clémentine Portier-Kaltenbach - journaliste et chroniqueuse d’histoire
- Philippe Charlier - médecin légiste et paléopathologiste[88],[89]

### Louis II de Bavière est-il mort assassiné?

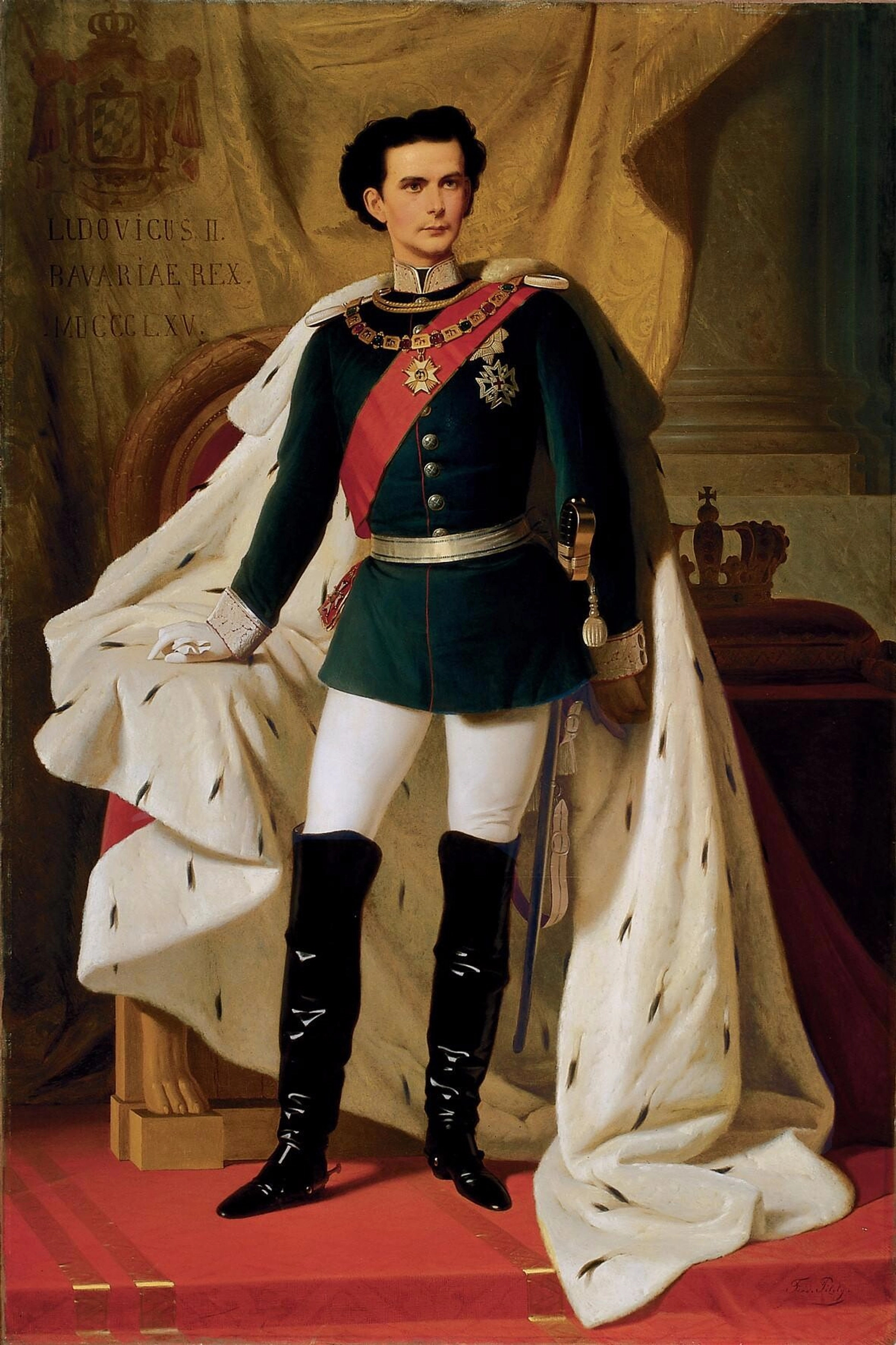
Louis II de Bavière par Ferdinand von Piloty (1865).

#### Description
Ce numéro retrace le destin tragique du roi Louis II de Bavière, souverain bâtisseur et mécène de compositeur Richard Wagner,.
L’émission retrace les grandes étapes de la vie du roi. Elle décrit également son action politique et sa passion pour les châteaux, décrypte sa personnalité et tente d’éclaircir les circonstances étranges de sa mort au château de Berg, qui reste encore mystérieuse et qui a fait l'objet de différentes rumeurs,.

#### Première diffusion
- France : 31 août 2008

#### Lieux de tournage
Parmi les lieux visités par l'émission, on retrouve notamment les châteaux de Herrenchiemsee, Linderhof et Neuschwanstein.

#### Liste des principaux intervenants
- Philippe Collas - écrivain et biographe
- Christine Mondon - écrivaine germaniste
- Jean des Cars - historien
- Pierre Flinois - critique musical spécialiste de Wagner
- Vanessa Voit - guide au château de Linderhot,
- Werner Koch - conservateur du château d'Herrenchiemsee,
- Thierry Debroux - scénariste et metteur en scène
- Marcus Spangenberg - historien
- Professeur Jean Ades - psychiatre
- Philippe de Montjouvent - historien
- Pierre Combescot - écrivain et biographe
- Jean-Paul Bled - historien germaniste
- Élisabeth Fontaine-Bachelier - écrivaine
- Fabrice d’Almeida - historien et directeur de l'Institut d'histoire du temps présent
- Isabelle Heullant-Donat - historienne
- Clémentine Portier-Kaltenbach - journaliste et chroniqueuse d’histoire
- Philippe Charlier - médecin légiste et paléopathologiste[92],[93]

## Diffusion
Lors de la saison 2008, les émissions durent une heure, à l'exception des émissions diffusées durant l'été qui durent une heure et demie.
La majorité des émissions sont par ailleurs diffusées le dimanche après-midi, à l'exception de celles du 4 au 21 août qui sont diffusées en prime-time.

## Audiences
| Rang | Première diffusion | Titre                                                          | Description                                                                                          | Nombre de téléspectateurs | Part d'audience |
| ---- | ------------------ | -------------------------------------------------------------- | --- | ------------------------- | --------------- |
| 9    | 27 janvier 2008    | Nostradamus : prophète ou imposteur ?                          | Les prédictions de Nostradamus.                                                                      |                           |                 |
| 10   | 17 février 2008    | Judas a-t-il trahi Jésus ?                                     | La trahison de Jésus par Judas.                                                                      |                           |                 |
| 11   | 24 février 2008    | Mata Hari : espionne ou femme fatale ?                         | Le très mystérieux portrait de Mata Hari.                                                            |                           |                 |
| 12   | 2 mars 2008        | Qui se cachait derrière l'homme au masque de fer ?             | L'énigme de l'homme au masque de fer.                                                                |                           |                 |
| 13   | 16 mars 2008       | Qui était le vrai Casanova ?                                   | La personnalité de Casanova.                                                                         |                           |                 |
| 14   | 23 mars 2008       | Pourquoi Charlotte Corday a-t-elle assassiné Marat ?           | L'assassinat de Marat par Charlotte Corday.                                                          |                           |                 |
| 15   | 30 mars 2008       | Robin des Bois a-t-il vraiment existé ?                        | Retour sur la possible existence du héros médiéval Robin des Bois.                                   |                           |                 |
| 16   | 20 avril 2008      | Quel est le mystère de la bête du Gévaudan ?                   | L'énigme autour de la bête du Gévaudan.                                                              |                           |                 |
| 17   | 27 avril 2008      | Où est caché le trésor des templiers ?                         | Le mystère autour du trésor des Templiers.                                                           |                           |                 |
| 18   | 4 mai 2008         | Christophe Colomb a-t-il découvert l'Amérique ?                | La découverte de l'Amérique par Christophe Colomb.                                                   |                           |                 |
| 19   | 18 mai 2008        | Pourquoi Mozart est-il mort prématurément ?                    | La mort de Mozart.                                                                                   |                           |                 |
| 20   | 15 juin 2008       | Quel mystère entoure la mort des Romanov ?                     | L'exécution des Romanov.                                                                             |                           |                 |
| 21   | 22 juin 2008       | Qui se cachait derrière le chevalier d'Éon ?                   | L'identité sexuelle du chevalier d'Éon.                                                              |                           |                 |
| 22   | 29 juin 2008       | Gilles de Rais : la véritable histoire de Barbe Bleue          | Portrait de Gilles de Rais.                                                                          |                           |                 |
| 23   | 31 juillet 2008    | Catherine de Médicis et les intrigues des châteaux de la Loire | Portrait de Catherine de Médicis, épouse d'Henri II et mère de François II, Charles IX et Henri III. |                           |                 |
| 24   | 3 août 2008        | Rodolphe, le fils de Sissi a-t-il été assassiné ?              | La mort étrange de Rodophe d'Autriche, fils d'Élisabeth de Wittelsbach.                              | 3 900 000                 | 20.9%           |
| 25   | 7 août 2008        | Marie-Antoinette intime…                                       | Visite du Petit Trianon offert par Louis XVI à la reine Marie-Antoinette.                            | 3 115 000                 | 16.4%           |
| 26   | 14 août 2008       | Napoléon et les femmes                                         | Les rapports de Napoléon Ier avec sa mère, ses épouses et ses maîtresses.                            |                           |                 |
| 27   | 21 août 2008       | Elles ont régné sur Versailles                                 | Les passions des grands monarques à la cour de Versailles.                                           | 3 100 000                 | 15.6%           |
| 28   | 24 août 2008       | Raspoutine a-t-il précipité la fin des tsars ?                 | L'ascendant de Raspoutine sur la famille impériale de Russie.                                        |                           |                 |
| 29   | 31 août 2008       | Louis II de Bavière est-il mort assassiné ?                    | La mort étrange de Louis II de Bavière.                                                              |                           |                 |